# Achille Vaccarisi
Achille Vaccarisi (Avola, 13 agosto 1877 – ...) è stato un generale italiano, veterano della guerra italo-turca e della prima guerra mondiale. Nel primo dopoguerra fu comandante della 27ª Divisione fanteria "Sila", e della 15ª Divisione fanteria "Carnaro", e allo scoppio della guerra d'Etiopia comandò la 2ª Divisione eritrea, guidandola durante l'offensiva etiope di Natale e la prima battaglia del Tembien.

## Biografia
Nacque ad Avola, provincia di Siracusa, il 13 agosto 1877. Dopo essersi arruolato nel Regio Esercito iniziò a frequentare la Regia Accademia di Artiglieria e Genio di Torino, da cui uscì con il grado di sottotenente assegnato all'arma di artiglieria. Nel 1901 frequentò con esito positivo i corsi della Scuola di guerra dell'esercito di Torino. Assegnato alla Brigata artiglieria da montagna del Veneto di stanza a Conegliano, nel 1909 fu assegnato allo Stato maggiore della 23ª Divisione territoriale di Palermo, allora al comando del tenente generale Carlo Corticelli. Tra il 1914 e il 1915 operò in Libia nel corso delle operazioni contro la guerriglia locale, distinguendosi particolarmente come addetto all'Intendenza del Governo della Tripolitania. Rientrato in Patria, con l'entrata in guerra del Regno d'Italia, avvenuta il 24 maggio 1915,  si distinse come Capo di stato maggiore dapprima della 20ª Divisione (1917), e poi della 26ª Divisione (1971-1918). Promosso tenente colonnello il 1 marzo 1917, e colonnello il 16 settembre dello stesso anno, il 16 agosto 1918 assunse l'incarico di Capo di stato maggiore dell'Intenza della 1ª Armata, allora al comando del generale Guglielmo Pecori Giraldi, incarico che lasciò il 20 settembre 1919.
Dopo la fine del conflitto, tra il 1922 e il 24 aprile 1924 fu Capo di stato maggiore della 25ª Divisione. Tra l'aprile del 1924 e il giugno 1926 ricoprì l'incarico di comandante del 22º Reggimento d'artiglieria. Promosso generale di brigata nel 1930, in quello stesso anno fu nominato comandante dell'artiglieria del Corpo d'armata di Napoli, e nel 1931 venne assegnato allo Stato maggiore del comando designato d'Armata di Bologna. Promosso generale di divisione il 12 maggio 1933, fu nominato comandante della Divisione fanteria territoriale di Catanzaro. Tra il settembre 1933 e il settembre 1934 fu comandante della 27ª Divisione fanteria "Sila", e tra il settembre 1934 e il maggio 1935 della 15ª Divisione fanteria "Carnaro". In vista dello scoppio della guerra d'Etiopia fu inviato in Eritrea dove assunse il comando della 2ª Divisione eritrea, mantenendolo fino al febbraio 1936 quando fu sostituito dal parigrado Lorenzo Dalmazzo.
Promosso generale di corpo d'armata il 1 luglio 1936, rientrò in Patria venendo assegnato l'anno successivo allo Stato maggiore del Corpo d'armata di Roma. Nel corso del 1938 fu assegnato in servizio presso il Ministero della guerra.